# 手塚ヒロミチ
手塚 ヒロミチ（てづか ヒロミチ、10月5日 - ）は、日本の男性声優。茨城県出身。リマックス所属。

## 略歴
関東の片田舎生まれで、子供の頃は漫画しか娯楽がなかった。小中高時代と死ぬほど漫画を読んでいたが、本を捨てるという発想がなく、漫画雑誌をため込んでいた。実家の自室には大量の蔵書が並んでおり、2023年時点では帰省した際は本棚から思い出の漫画を取り出して「今回は実家でこれを読もう」と決めて読み直しているという。
学生時代を通じて『週刊少年マガジン』、『週刊少年ジャンプ』、『月刊コロコロコミック』、『コミックボンボン』、『月刊少年ガンガン』、『月刊Gファンタジー』、『月刊少年ギャグ王』、『ドラゴンマガジン』と、8誌もの雑誌を毎月購読しており、そのなかでも特にお気に入りだったのが『週刊少年マガジン』と『コミックボンボン』であった。1990年代は『ジャンプ黄金期』で、父がジャンプ派、手塚はマガジン派で、2冊とも家にあるという環境で、どちらも読んでいたが、恋愛漫画やエッチな作品が多かったことからマガジン派であったという。特に印象に残っていた作品は『BOYS BE…』で、学生時代は恋愛や女の子とつき合うということに縁がなく、バレンタインにチョコを貰うといったことは一大事のようなノリであった。そんな環境において『BOYS BE…』は「恋愛とはこういうものだ」と教えてくれた作品で、あの頃は「学校が休みの日に家にいたら、女の子が遊びにくるシチュエーションが世の中にはあるんだ」と思っていたという。
『コミックボンボン』では『スーパーバーコードウォリアーズ』がお気に入りだったが、「俺たちの戦いはこれからだ!」で終わってしまい、「本当にこういう風な終わり方をするマンガがあるんだ」と衝撃を受けていた。他には『ガンダム』が好きだったこともあり、騎士ガンダム、武者ガンダムの漫画も読んでいた。当時はプラモデルを作ることにも熱中しており、小学3年生くらいから小学校卒業まで、毎週親に1個SDガンダムのプラモデルを買ってもらい、最終的に200個くらい作っていた。特に思い出深いのがスペリオルドラゴンで、当時都市部に遠足に行った際に、周囲の友人がお土産やキーホルダーを買うなか、スペリオルドラゴンのプラモデルを買っていたという。
小学校時代の将来の夢は漫画家になることであったが、転機は『月刊少年ガンガン』との出会いであった。連載されていた『突撃!パッパラ隊』では、結構オタク脳にされていた感があった。他にも『Z MAN』、『ハーメルンのバイオリン弾き』も全巻コミックスを買っていた。ジョージ秋山の漫画『ドブゲロサマ』も読んでおり、青年誌のイメージがあったため、『月刊少年ガンガン』で連載開始した時は衝撃的であったという。
ますますディープな漫画の世界にのめり込んでいき、漫画とライトノベルを掲載している『ドラゴンマガジン』を手に取るようにもなった。連載されていた『スレイヤーズ』で、がっつりオタクになった。他にはあかほりさとるの作品にも熱中し、特にのめり込んだのがゲーム『サクラ大戦』であった。そこでキャラクターデザインの藤島康介を知り、『ああっ女神さまっ』を読むようになり、漫画好きからアニメ、ゲームを横断して楽しむオタクへと一段ステップアップしていた。自然な流れでゲーム、アニメにも没頭するようになり、小学6年生の頃にはなりたい職業が漫画家から声優に変わっていた。その後、高校卒業と同時に上京して2011年に声優デビュー。
先述のとおり本を捨てることができず、上京後も変わらず週刊誌を買い続けていた。当初はお金がないためワンルームにしか住めず、雑誌の置き場所がなくなり、しばらくは段ボール箱に詰めて実家に送っていたが、親から「もう買うのをやめろ」と言われた。その時に「これ以上迷惑をかけられない」と思い、雑誌を買うのを一旦やめて、一人暮らしを機にコミックス中心に漫画を楽しむようになったという。電子書籍でも漫画を購入するが、基本的に紙媒体が好きなため、コミックスで手元に置いておきたいこともあり、2023年時点も昔の漫画で読んでなかった作品は全巻追いかけて買い、1巻をジャケ買いした作品で面白かったら続きもまとめて買っているという。

## 人物
テレビアニメ『EDENS ZERO』ではワイズ・シュタイナー役を演じているが、『RAVE』の頃から作者の真島ヒロの作品を知り、「夢があるな」、「やはり声優を長く続けていても、そういう思い入れのある作品に出ることができる人ってそう多くはない」といい、「自分は幸せ者です」と語る。
趣味はラーメン屋巡り、特撮鑑賞、洋服収集、モノマネ。特技はギター、料理。資格はリアクトライトプロバイダー、書道毛筆二段。

## 出演
太字はメインキャラクター。

### テレビアニメ
2011年
- とある魔術の禁書目録II（天草式少年、ローマ正教・男）
- 輪るピングドラム（駅員、役員、黒い男）

2012年
- 戦国コレクション（警官、三下2、映画スタッフ）
- NARUTO -ナルト- 疾風伝（忍、雲隠れの里の人々、軒猿衆、カザミ）
- HUNTER×HUNTER（第2作）（観客、警備員）

2014年
- アルドノア・ゼロ（セルナキス、司令官、パイロット、側近 他）
- 失われた未来を求めて（教師）
- さばげぶっ!（ちかん）
- 四月は君の嘘（実行委員、教師、観客）
- 白銀の意思 アルジェヴォルン（ガルムツー、トマス）
- SHIROBAKO（北条弘明）
- selector spread WIXOSS（編集、文緒の父）
- トライブクルクル（マスターT、ヒロユキ、ウェイター 他）
- ノブナガ・ザ・フール（密偵）
- ブラック・ブレット（伊熊将監）
- 鬼灯の冷徹（2014年 - 2018年、葡萄、民谷伊右衛門、五道転輪王、蘿蔔、縛魄鬼、パン吉 他） - 3シリーズ
- 魔弾の王と戦姫（貴族、兵士、斥候、指揮官 他）

2015年
- アルスラーン戦記（2015年 - 2016年、パルス国民、兵士、側近、アルザング、船員） - 2シリーズ
- 暗殺教室（ヤクザ）
- がっこうぐらし!（男子生徒、客B）
- 機動戦士ガンダム 鉄血のオルフェンズ（2015年 - 2017年、副官、鉄華団団員、ブルワーズオペレーター、ガット・ゼオ、地平線団幹部 他） - 2シリーズ
- 銀魂 シリーズ（2015年 - 2018年、真選組隊士、攘夷志士、アルタナ解放軍兵士D） - 2シリーズ
- グリザイアシリーズ（TVキャスター、兵士A） - 2シリーズ
- ケイオスドラゴン 赤竜戦役（村人）
- GATE 自衛隊 彼の地にて、斯く戦えり（2015年 - 2016年、用賀剛、ゾルザルのとりまき） - 2シリーズ
- 攻殻機動隊 ARISE ALTERNATIVE ARCHITECTURE（将校B）
- コメット・ルシファー（兵、パイロット、マジー・ナギラ、民兵、運転手）
- 食戟のソーマ（2015年 - 2016年、部下B、料理人C、尾藤良樹、通行人A、サラリーマン 他） - 2シリーズ
- スタミュ（衣装スタッフ）
- 戦姫絶唱シンフォギア シリーズ（2015年 - 2017年、オペレーターB、ライブスタッフA、ピアノ教師、アナウンサー） - 2シリーズ
- ダイヤのA（大西照美）
- ダンジョンに出会いを求めるのは間違っているだろうか（2015年 - 2019年、神A、門番A、オーク、バーバリアン、冒険者） - 2シリーズ
- デュラララ!!×2（2015年 - 2016年、ニタリ兄、須川） - 3シリーズ
- ノラガミ ARAGOTO（神器B）
- ハイスクールD×D シリーズ（2015年 - 2018年、クルゼレイ・アスモデウス、司会者） - 2シリーズ
- VALKYRIE DRIVE -MERMAID-（兵士）
- ヘヴィーオブジェクト（兵士、敵兵、パイロット 他）
- ミカグラ学園組曲（評論家）
- ミス・モノクローム -The Animation- 2（音楽プロデューサー）
- 落第騎士の英雄譚（手下、生徒達）
- 乱歩奇譚 Game of Laplace（模倣犯、青年）
- ローリング☆ガールズ（クロコダイル、泥棒、ギドラ姉さん、石上組員）
- ワンパンマン（2015年 - 2019年、電池マン、オールバックマン、メンズエステマン、タンクトップベジタリアン、ムカデ先輩、モヒカン、フリーハガー、デストロクロリディウム 他） - 2シリーズ

2016年
- アクティヴレイド -機動強襲室第八係-（ディレクター、統合自衛隊員、鎮守） - 2シリーズ
- ALL OUT!!（鹿島耕一郎、慶常部員）
- Occultic;Nine -オカルティック・ナイン-（高藤編集長、高校生）
- 彼女と彼女の猫 -Everything Flows-（ナレーター）
- 逆転裁判 〜その「真実」、異議あり!〜（小中大）
- クラシカロイド（2016年 - 2018年、男、アーティスト、警察官A、男性B） - 2シリーズ
- クロムクロ（ジロー、アナウンサー）
- 競女!!!!!!!!（佐々木潤）
- 斉木楠雄のΨ難（2016年 - 2018年、松田一平、春野、改造人間サイダーマン羅夢音、SP2、主催者 他） - 2シリーズ
- 最弱無敗の神装機竜（野盗C）
- タイムボカン24（赤鬼、レポーター、忍者、チームアリストテレス、沙悟浄 他）
- タブー・タトゥー（イベント来場者）
- Dimension W（ブルー）
- 七つの大罪 聖戦の予兆（新郎）
- ねじまき精霊戦記 天鏡のアルデラミン（メライゼ）
- B-PROJECT〜鼓動*アンビシャス〜（AD A）
- ブブキ・ブランキ 星の巨人（ブブキ警官）
- ふらいんぐうぃっち（男A）
- フリップフラッパーズ（父親、研究員）
- プリンス・オブ・ストライド オルタナティブ（鷲見紀世斗）
- 文豪ストレイドッグス（2016年 - 2023年、作業員、男達、青木） - 2シリーズ
- ヘボット!（2016年 - 2017年、MCネジー / 実況ネジー / おしゃべりネジー、プリプリン、トリッキー、マジマジP、ロボペン 他）
- 魔法少女育成計画（奈緒子の夫、野次馬B、ヤクザA）
- モンスターハンター ストーリーズ RIDE ON（ハンターB、BR隊員B）
- ラクエンロジック（アーロン・ラウ）
- レガリア The Three Sacred Stars（作業員、衛兵）
- Lostorage incited WIXOSS（店長、大学生）

2017年
- 幼女戦記（ショーン、助手）
- 風夏（教師、観客）
- 亜人ちゃんは語りたい（加藤先生）
- 南鎌倉高校女子自転車部（レンタサイクル店員、電車アナウンス）
- チェインクロニクル 〜ヘクセイタスの閃〜（ギルバート、ヨシツグ、ハルアキ）
- 龍の歯医者
- ACCA13区監察課（エグレット）
- Rewrite（作戦部長）
- “栄光なき天才たち”からの物語（水泳部員C）
- アリスと蔵六（部下、テレビ、研究員）
- ID-0（社員①、オペレーター①、隊長）
- ツインエンジェルBREAK（体育教師）
- ソード・オラトリア ダンジョンに出会いを求めるのは間違っているだろうか外伝（団員、バグベアー）
- サクラクエスト（カメラマン助手、Tokichiro）
- 有頂天家族2（狸A）
- 魔法陣グルグル（神官、ハニワ具象気体、ヨグ）
- ナイツ&マジック（ドワーフD、ベッケル、兵士B）
- 妖怪アパートの幽雅な日常（チンピラA）
- 血界戦線 & BEYOND（バイトの先輩）
- 少女週末授業（サカナ、サカナ〈ホネ〉）
- Infini-T Force（ペガス）
- Just Because!（先生、波留）
- キノの旅 -the Beautiful World- the Animated Series（シェフD）
- 探偵オペラ ミルキィホームズ アルセーヌ 華麗なる欲望（電人M）

2018年
- 覇穹 封神演義（妖怪仙人）
- キリングバイツ（北條、カメレオンD）
- 七つの大罪 戒めの復活（ドゲット）
- オーバーロード シリーズ（2018年 - 2022年、戦士頭、マルムヴィスト、ボリス・アクセルソン、クウネル、ヘビーマッシャー・マジックキャスター、トランジェリット、イーグ・ロキルレン 他） - 3シリーズ
- 博多豚骨ラーメンズ（舎弟）
- アイドリッシュセブン（2018年 - 2020年、プロデューサー、スタッフ、番組プロデューサー） - 2シリーズ
- からかい上手の高木さん（2018年 - 2022年、五味） - 3シリーズ
- たくのみ。（客A）
- ハクメイとミコチ（ミキ）
- りゅうおうのおしごと!（ひな鶴職員A）
- 東京喰種トーキョーグール:re（トルソー） - 2シリーズ
- ヒナまつり（総長）
- ソードアート・オンライン オルタナティブ ガンゲイル・オンライン（2018年 - 2024年、Saika、プレイヤー、T‐S） - 2シリーズ
- ラストピリオド -終わりなき螺旋の物語-（村人A、配達員、観客）
- ゴールデンカムイ（2018年 - 2020年、玉井伍長、剥製の男たち、アイヌの男たち、馬子、看守たち） - 3シリーズ
- ひそねとまそたん（宮川、自衛官B）
- ガンダムビルドダイバーズ（偽シャフリヤール部下、ランディ、ダイバー）
- 天狼 Sirius the Jaeger（望月武人）
- Back Street Girls -ゴクドルズ-（映画プロデューサー、探偵）
- ハイスコアガール（2018年 - 2019年、係員、メガネ男、ギャラリーA） - 2シリーズ
- はねバド!（審判）
- 七星のスバル（プレイヤー）
- 転生したらスライムだった件（2018年 - 2024年、通り魔、ガビルの部下B、カクシン） - 4シリーズ
- ジョジョの奇妙な冒険 シリーズ（2018年 - 2023年、観光客1、情報通ギャング、男性、麻薬密売人2、看守A 他） - 4シリーズ
- となりの吸血鬼さん（俳優）
- あかねさす少女（奈々の実父、ならず者、土宮太平）
- 閃乱カグラ SHINOVI MASTER -東京妖魔篇-（政治家）
- 抱かれたい男1位に脅されています。（中多幸三郎）
- 軒轅剣 蒼き曜（死士）
- FAIRY TAIL（2018年 - 2019年、アジィール・ラムル）

2019年
- 盾の勇者の成り上がり（2019年 - 2022年、下級官吏、ラフタリアの父、副団長、村人、騎士団長 他） - 2シリーズ
- 荒野のコトブキ飛行隊（イスマエル）
- revisions リヴィジョンズ（岡部防犯課長、警察官3）
- かぐや様は告らせたい〜天才たちの恋愛頭脳戦〜（サラリーマン）
- ガーリー・エアフォース（オペレーター）
- えんどろ〜!（鯖魚人(2)）
- 魔法少女特殊戦あすか（カシヤノフ）
- ブギーポップは笑わない（篠崎譲）
- 五等分の花嫁（教師）
- 爆丸バトルプラネット（オーナー、ディレクター）
- なむあみだ仏っ!-蓮台 UTENA-（バス運転手）
- ぼくたちは勉強ができない（佐藤） - 2シリーズ
- BORUTO-ボルト- NARUTO NEXT GENERATIONS（怪盗ネズミ）
- Fairy gone フェアリーゴーン（ウェイター、リスカー部隊兵） - 2シリーズ
- 賢者の孫（クライス＝ロイド）
- 鬼滅の刃（よっちゃん）
- 叛逆性ミリオンアーサー（黒服）
- ありふれた職業で世界最強（騎士A、騎士、兵士、部下、オーク）
- 炎炎ノ消防隊（ミカコの父、オペレーター、第5隊員）
- グランベルム（警察）
- けだまのゴンじろー（パイロット）
- 女子高生の無駄づかい（ロリの父）
- 通常攻撃が全体攻撃で二回攻撃のお母さんは好きですか?（司会）
- まちカドまぞく（ヤギ頭の怪物）
- 戦×恋（山田、スヴァジルファリ、山田の父）
- 警視庁 特務部 特殊凶悪犯対策室 第七課 -トクナナ-（須賀ミツル）
- ノー・ガンズ・ライフ（2019年 - 2020年、子分、部下、政府高官、指揮官） - 2シリーズ
- 歌舞伎町シャーロック（田中黄熊）
- 慎重勇者〜この勇者が俺TUEEEくせに慎重すぎる〜（竜族の兵士）

2020年
- 異種族レビュアーズ（客）
- ソマリと森の神様（荒くれもの）
- あひるの空（藤田）
- pet（ロンの部下）
- トミカ絆合体 アースグランナー（2020年 - 2021年、吉原ユウヤ、男性、ガオグランナーバッファロー、国道シゲル）
- グレイプニル（佐久間）
- LISTENERS リスナーズ（ジョー）
- アルゴナビス from BanG Dream!（DJ）
- デカダンス（イサーム、バグサイボーグC、父親、看守）
- 無能なナナ（郡セイヤ、委員）
- くまクマ熊ベアー（2020年 - 2023年、ガッソ、ロンド、レム、ゴルド、トウヤ、グージュ 他） - 2シリーズ
- ストライクウィッチーズ ROAD to BERLIN（士官）
- 呪術廻戦（友人）
- A3!（通行人）

2021年
- 俺だけ入れる隠しダンジョン（ノルの父、観客A、男子生徒A）
- ゴジラ S.P ＜シンギュラポイント＞（マキタ・K・中川、運転手、コメンテーターA、専任管制官、猟友会A）
- 転生したらスライムだった件 転スラ日記（カクシン）
- EDENS ZERO（2021年 - 2023年、ワイズ・シュタイナー / シュタイナー博士） - 2シリーズ
- 戦闘員、派遣します!（大悪魔・男）
- 究極進化したフルダイブRPGが現実よりもクソゲーだったら（ワンアイの子供）
- ヴァニタスの手記（紳士B）
- 精霊幻想記（2021年 - 2024年、仮面の男、教官、ガルシア＝フォンティーヌ、店主、カラスキ＝ホムラ 他） - 2シリーズ
- 月が導く異世界道中（2021年 - 2024年、エルド、ミルス、ホクト、生徒、ミノタウロス 他） - 2シリーズ
- ひぐらしのなく頃に卒（作業員）
- 死神坊ちゃんと黒メイド（魔女）
- Deep Insanity THE LOST CHILD（ジェームス・チャン、隊員B、チンピラB、ハングリー・アーツ）
- カードファイト!! ヴァンガード overDress（大人、男）
- 最果てのパラディン（2021年 - 2022年、ジョン、神官、冒険者）

2022年
- 天才王子の赤字国家再生術（ゲラルト）
- ハコヅメ〜交番女子の逆襲〜（那須）
- 勇者、辞めます（客A、ゴブリンA、パイロット、月夜の遠吠え男 団長、ゴブリン 他）
- アオアシ（堀田護、秋山円心、長野樹、冴木）
- ヒーラー・ガール（森嶋克也）
- 薔薇王の葬列（オックスフォード）
- シャインポスト（社長、客、ファン、店長、観客）
- ブッチギレ!（荒木田左馬之助、藩兵長）
- D4DJ シリーズ（2022年 - 2023年、カメラマン） - 特別編+1シリーズ
- 異世界薬局（審問官D、聖騎士）
- ヒューマンバグ大学 -不死学部不幸学科-（所長、漁師A、田岡穣一、店員1、ホセ 他）
- 転生したら剣でした（ランデル、ボブゴブリン①、バルツ）
- 不徳のギルド（デカイム、ウィル・テール、ヤマネッコ、ブレイブル、モノトリー 他）
- 新米錬金術師の店舗経営（アデルバート・ロッツェ）

2023年
- 転生王女と天才令嬢の魔法革命（サラン・メキ、魔法省役人A、幹部A）
- 老後に備えて異世界で8万枚の金貨を貯めます（ガードマン、イアプス）
- REVENGER（華生屋）
- 解雇された暗黒兵士（30代）のスローなセカンドライフ（村人B、仲間C、セッシャ）
- ブルーロック（コーチ）
- 人間不信の冒険者たちが世界を救うようです（ドニー）
- 吸血鬼すぐ死ぬ2（三木）
- くまクマ熊ベアーぱーんち!（レオナルド）
- おかしな転生（会場の声、盗賊4、ヴェツェン、貴族、側近B 他）
- AIの遺電子（詐欺師A、生徒A、カップル男、悪い男友達A、給仕ロボット 他）
- Lv1魔王とワンルーム勇者（若者A、スギタニ、職員A、若い男性）
- 自動販売機に生まれ変わった俺は迷宮を彷徨う（カナシの魔道具技師、追手A）
- スパイ教室
- BLEACH 千年血戦篇-訣別譚-（死神）
- Helck（観客）
- Paradox Live THE ANIMATION（チンピラ、不良、闇医者）
- ラグナクリムゾン（2023年 - 2024年、軍人、街の人々、銀器兵たち、銀装兵団員、ミットラン伍長 他）
- お嬢と番犬くん（メガネ）
- 葬送のフリーレン（戦士ゴリラ）

2024年
- ループ7回目の悪役令嬢は、元敵国で自由気ままな花嫁生活を満喫する（チェスター、エルミティ国王、ハンス、ヴェールマン男爵、騎士）
- 佐々木とピーちゃん（異能力者、オーク、警察官、白装束の男、局員）
- 真の仲間じゃないと勇者のパーティーを追い出されたので、辺境でスローライフすることにしました2nd（キギス）
- 薬屋のひとりごと（医官）
- 神は遊戯に飢えている。（隊員、使徒、クリーチャー大火球）
- 転生したら第七王子だったので、気ままに魔術を極めます（衛兵）
- ただいま、おかえり（佐久間匡）
- 夜桜さんちの大作戦（大男、フクロウ、ピアス男、先生、不良 他）
- ヴァンパイア男子寮（マスク先輩、吸血鬼A）
- Lv2からチートだった元勇者候補のまったり異世界ライフ（自警団の男①）
- 杖と剣のウィストリア（生徒、パーム・スノック、先生）
- 【推しの子】（編集）
- 異世界ゆるり紀行 〜子育てしながら冒険者します〜（ルドルフ）
- デリコズ・ナーサリー（スーラ）
- チ。-地球の運動について-（2024年 - 2025年、異端者、貴族、御者、修道士、男）
- 星降る王国のニナ（重臣1、部下2、側近、黒の宮従者4、兵士1 他）
- 君は冥土様。（ひったくり犯）
- 最凶の支援職【話術士】である俺は世界最強クランを従える（試験官）
- 鴨乃橋ロンの禁断推理（男、警官）
- 神之塔 -Tower of God- 工房戦（FUGのランカー）
- 多数欠（所員）

2025年
- わたしの幸せな結婚
- FARMAGIA（エーダ、ツッケロ、住民A、ファング〈ファンタロウ〉、サーベラス）
- 想星のアクエリオン Myth of Emotions（マルク）
- SAKAMOTO DAYS（ゾンビ、男）
- Sランクモンスターの《ベヒーモス》だけど、猫と間違われてエルフ娘の騎士として暮らしてます（エルヴン）
- 日本へようこそエルフさん。（本部隊員）
- ある魔女が死ぬまで（エド）
- WIND BREAKER Season 2
- 追放者食堂へようこそ!（商人）
- Dr.STONE SCIENCE FUTURE（ゼノ兵）
- 鬼人幻燈抄（武士）

### 劇場アニメ
2010年代
- ヱヴァンゲリヲン新劇場版:Q（2012年）
- 攻殻機動隊 ARISE（2013年、9課人員B）
- 心が叫びたがってるんだ。（2015年、岩田）
- 劇場版 探偵オペラ ミルキィホームズ〜逆襲のミルキィホームズ〜（2016年、アナウンス）
- 虐殺器官（2017年）
- 劇場版 FAIRY TAIL -DRAGON CRY-（2017年、兵士）
- ノーゲーム・ノーライフ ゼロ（2017年、幽霊たち）
- 交響詩篇エウレカセブン ハイエボリューション1（2017年、パンクスの部下）
- 劇場版Infini-T Force/ガッチャマン さらば友よ（2018年、ペガス）
- 文豪ストレイドッグス DEAD APPLE（2018年、青木卓一）
- 劇場版 はいからさんが通る 後編 〜花の東京大ロマン〜（2018年、記者）
- 劇場版 幼女戦記（2019年、兵士）

2020年代
- 劇場版 ハイスクール・フリート（2020年、ホワイトドルフィン副長）
- 劇場版 Fate/Grand Order -神聖円卓領域キャメロット- 前編 Wandering; Agateram（2020年、難民男）
- シン・エヴァンゲリオン劇場版𝄇（2021年）
- 劇場版 七つの大罪 光に呪われし者たち（2021年）
- 100日間生きたワニ（2021年、馬先生）
- アイの歌声を聴かせて（2021年、ジングル）
- 怪盗クイーンはサーカスがお好き（2022年、ジョー・セサミ）
- RE:cycle of the PENGUINDRUM [後編] 僕は君を愛してる（2022年）
- 劇場版 転生したらスライムだった件 紅蓮の絆編（2022年、カクシン）
- SAND LAND（2023年、妖狐）
- 劇場版 オーバーロード 聖王国編（2024年、サビカス）

### OVA
- 暗殺教室（2013年、リュウキ） - ジャンプスーパーアニメツアー2013上映作品
- マンガ家さんとアシスタントさんと ミニOVA（2014年、先生）
- 四月は君の嘘（2015年、スタッフ） - コミックス第11巻DVD付き限定版
- ストライク・ザ・ブラッド ヴァルキュリアの王国篇（2015年、SP）
- 鬼灯の冷徹（2015年 - 2020年、トルティーヤ、男幽霊、男亡者、五道転輪王） - コミックス第17・29・30・31巻DVD付き限定版
- 食戟のソーマ タクミの下町合戦（2016年、男性客） - コミックス第18巻DVD付き限定版
- ストライク・ザ・ブラッド II（2017年、アイランドガード、自衛隊員）
- ゴールデンカムイ（2018年 - 2019年、久寿田の手下たち、看守たち） - コミックス第15・17巻アニメDVD同梱版
- 転生したらスライムだった件 OAD（2019年、ガビルの部下B） - 漫画版第12・13巻限定版付属
- ぼくたちは勉強ができない（2019年、佐藤） - コミックス第14巻アニメBD同梱版
- Re:ゼロから始める異世界生活 氷結の絆（2019年、チャップの部下）

### Webアニメ
2014年
- クロカン（黒木竜次）

2016年
- モンスターストライク（駅員）

2018年
- A.I.C.O. Incarnation（竹原拓磨）
- 約束の七夜祭り（大将・平野源右衛門）

2019年
- ゼノンザード THE ANIMATION（生徒B）
- ガンダムビルドダイバーズRe:RISE（2019年 - 2020年、パネラー、偽シャフリヤール部下） - 2シリーズ
- 斉木楠雄のΨ難 Ψ始動編（藍澤）

2020年
- オルタード・カーボン: リスリーブド- Hayashi（Netflix）
- 爆丸アーマードアライアンス（2020年 - 2021年、アリソン、団長、店長）
- 攻殻機動隊 SAC_2045（∞男、顔無し）

2021年
- 爆丸ジオガンライジング（2021年 - 2022年、アリソン、アラクニア）
- 夜の国（2021年、千夜の父、ダル）

2022年
- HEROES ヒーローズ 〜Legend of Battle Disks〜（ボルテックス）
- 爆丸エボリューションズ（2022年 - 2023年、アリソン、マクスタウラー、ハーぺリオン）
- スプリガン（米兵A、医者）

2023年
- 爆丸レジェンズ（アリソン）
- ラプソディ（板垣編集長）

2024年
- SAND LAND: THE SERIES（妖狐、盗賊団員、サンドランド国王軍兵士）

### ゲーム
2011年
- inFAMOUS 2
- 謎惑館 〜音の間に間に〜
- ロード オブ アポカリプス

2014年
- アルカナ・ファミリア コレツィオーネ!（オリヴァー）
- ぷよぷよ!!クエスト（2014年 - 2019年、ミノタウロス、ネロ、ルファス）

2015年
- 憂世ノ志士（トーマス・B・グラバー）
- 憂世ノ浪士（トーマス・B・グラバー）
- 不思議のクロニクル 振リ返リマセン勝ツマデハ（エアドー）
- プリンス・オブ・ストライド（柿倉健吾、鷲見紀世斗）

2016年
- 一血卍傑-ONLINE-（クウヤ、ゲンブ）
- 白猫プロジェクト（アゾート・ヘルメス、ベルデ）
- モンスターハンター ストーリーズ（主人公〈男の子〉）

2017年
- カクテル王子（スクリュードライバー）

2018年
- JUDGE EYES:死神の遺言
- 聖剣伝説2 SECRET of MANA（シーク）
- クイズRPG 魔法使いと黒猫のウィズ（ゼルプスト・V）

2020年
- 龍が如く7 光と闇の行方

2021年
- ジャックジャンヌ
- LOST JUDGMENT 裁かれざる記憶（美樹本尊）

2022年
- 狼ゲームアナザー
- グリムグリモア OnceMore（アドヴォカート）
- ハーヴェステラ（リフォーム屋）
- 魔法使いの夜（文柄詠梨）

2023年
- モンスターストライク（カクシン）
- BLUE PROTOCOL（ワールキン）
- アーマード・コアVI ファイアーズオブルビコン（Ⅴ.Ⅱ スネイル）

2024年
- ファイナルファンタジーVII リバース（ジョー）
- 聖剣伝説 VISIONS of MANA
- FAIRY TAIL 2（アジィール・ラムル）

### 吹き替え

#### 映画（吹き替え）
- アイ・オリジンズ（ケニー〈スティーヴン・ユァン〉）
- あなたの初恋探します
- アリー/ スター誕生（エメラルド〈ウィリアム・ベリ〉[57]）
- 一枚のめぐり逢い（バーテンダー）
- ウォールフラワー（ボブ）
- The King of Fighters（ルガール・バーンシュタイン〈レイ・パーク〉）※実写
- 史上最強スパイMr.タチマワリ! 〜爆笑世界珍道中〜（タマネギ）
- ジョナサン -ふたつの顔の男-（探偵のロス〈マット・ボマー〉）
- シンデレラ（フィネアスの助手[58]）
- スコージ 災いをもたらす獣（スコット）
- ストーンウォール（トレヴァー〈ジョナサン・リース＝マイヤーズ〉[59]）
- スペクトル（クリス・デイヴィス軍曹〈フィリップ・バルコック〉）
- セッションズ（マット）
- センチュリオン（タラク〈リズ・アーメッド〉）
- ゾンビーワールドへようこそ（ジェフ〈パトリック・シュワルツェネッガー〉）
- ダーク・タワー（ピムリ〈フラン・クランツ〉）
- チャ刑事（キム・ソノ〈イ・スヒョク〉）
- DOPE/ドープ!!（ドム〈エイサップ・ロッキー〉）
- トップガン マーヴェリック（イェール[60]）
- トレマーズ ブラッドライン
- ピッチ・パーフェクト（ルーク）
- ブライド・ウエポン（デレク〈キャム・ギガンデット〉）
- ベイビー・メイク 私たちのしあわせ計画（ダレル〈ウッド・ハリス〉）
- マッドマックス 怒りのデス・ロード（リップソー戦士）※劇場公開版
- マン・フロム・トロント（マイアミの男〈ピアソン・フォーデ〉[61]）
- ミスターGO!（NC代表）
- 密偵（ハシモト〈オム・テグ〉）
- ミュータント・タートルズ（被害者兵士）
- ライオット・クラブ（ヒューゴ〈サム・リード〉）
- ラストプラン（ケビン）
- レディ・プレイヤー1（巻き毛シクサー研究員[62]）
- 私だけのハッピー・エンディング（ピーター）

#### ドラマ
- アメリカお宝鑑定団ポーンスターズ（マーク）
- 美男〈イケメン〉バンド 〜キミに届けるピュアビート（チャン・ドイル〈イ・ヒョンジェ〉）
- オリジナルズ（ジョシュ）
- 華麗なる遺産（リー・シャオエン）
- グッドラック・チャーリー（デレック）
- glee/グリー（ジョー・ハート）
- グレイズ・アナトミー9（ジェイソン）
- 刑事ジョー パリ犯罪捜査班（アレックス・ラングロワ）
- ザ・フォロイング
- 三国志 Three Kingdoms（毛玠、呉質、劉琦）※衛星劇場20周年記念スペシャルドラマ ※キャスト・スタッフ 衛星劇場 - 『三国志 Three Kingdoms』
- CSI:ニューヨーク
- 18・29〜妻が突然18才!?（チョン・シウ）
- 恕の人 -孔子伝-
- シンイ -信義-（チョヌムジャ）
- S.W.A.T.（ヴィクター・タン〈デヴィッド・リム〉[63]）
- TOUCH/タッチ シーズン2（ヴィセンテ）
- ねじれた疑惑（タイラー）
- PERSON of INTEREST 犯罪予知ユニット
- パワーレンジャー SAMURAI（マディモット）
  - パワーレンジャー SUPER SAMURAI（スイッチビースト）
- プライベート・プラクティス 迷えるオトナたち
- プリズン・ブレイク シーズン3（エスカミージャ）
- プリティ・リトル・ライアーズ
- FRINGE/フリンジ
- ボディ・オブ・プルーフ 死体の証言 シーズン2（デヴィッド）
- ボルジア家 愛と欲望の教皇一族
- ライ・トゥ・ミー 嘘の瞬間（ベニート、ジョー、ホイールス）
- リベンジ
- レバレッジ 〜詐欺師たちの流儀 シーズン4（オズワルド）
- LAW & ORDER:UK（ジョー）
- 私たち結婚できるかな?（チョン・サンジン）
- 私はラブ・リーガル（オブライエン）
- 私はラブ・リーガル2（フランク）

#### アニメ
- アドベンチャー・タイム
- グリンチ（新聞の男[64]）
- 攻略うぉんてっど!〜異世界救います!?〜（ゲーム音声1、オオカミ）
- スモールフット（マーク[65]）
- ノディ おもちゃの国のめいたんてい

### 特撮
- 爆上戦隊ブンブンジャー（2024年、トイレグルマー・リミテッドの声）

### ラジオドラマ
- ダブルヒロイン（2010年、北生小次郎）

### ナレーション
- チョロQ ハイブリッド!マッハギア CM
- イケニエノヨル PV
- チョロQ ハイブリッド!マッハギア PV

### 映画
- シン・ゴジラ（声の出演）[66]

### 舞台
- 風に吹かれてドンキホーテ
- シンデレラストーリー
- プールサイドストーリー

### 広告
- 城崎広告（2017年、夕永俊介）

## ディスコグラフィ

### キャラクターソング
| 発売日  | 商品名                                             | 歌                                                                               | 楽曲               | 備考                                         |
| 2015年  | 2015年                                             | 2015年                                                                           | 2015年             | 2015年                                       |
| ------- | -------------------------------------------------- | -------------------------------------------------------------------------------- | ------------------ | -------------------------------------------- |
| 9月16日 | 心が叫びたがってるんだ。オリジナルサウンドトラック | 少女［仁藤菜月（雨宮天）］、街の人々                                             | 「word word word」 | 劇場アニメ『心が叫びたがってるんだ。』劇中歌 |
| 9月16日 | 心が叫びたがってるんだ。オリジナルサウンドトラック | 少女（心の声）［成瀬順（水瀬いのり）］、玉子［田崎大樹（細谷佳正）］、世界の人々 | 「心が叫びだす」   | 劇場アニメ『心が叫びたがってるんだ。』劇中歌 |

### シリーズ一覧
1. ↑  第1期（2014年）、第2期第1クール『第弐期』（2017年）、第2期第2クール『第弐期その弐』（2018年）
2. ↑  第1期（2015年）、第2期『風塵乱舞』（2016年）
3. ↑  第1期（2015年 - 2016年）、第2期（2016年 - 2017年）
4. ↑  第3期『銀魂ﾟ』（2015年）、第4期『銀魂.』（2017年 - 2018年）
5. ↑  第2作『グリザイアの迷宮』（2015年）、第3作『グリザイアの楽園』（2015年）
6. ↑  第1クール（2015年）、第2クール（2016年）
7. ↑  第1期（2015年）、第2期『弐ノ皿』（2016年）
8. ↑  第3期『GX』（2015年）、第4期『AXZ』（2017年）
9. ↑  第1期（2015年）、第2期『II』（2019年）
10. ↑  第1クール『デュラララ!!×2 承』（2015年）、第2クール『デュラララ!!×2 転』（2015年）、第3クール『デュラララ!!×2 結』（2016年）
11. ↑  第3期『BorN』（2015年）、第4期『HERO』（2018年）
12. ↑  第1期（2015年）、第2期（2019年）
13. ↑  第1期（2016年）、第2期『2nd』（2016年）
14. ↑  第1シリーズ（2016年）、第2シリーズ（2018年）
15. ↑  第1期（2016年）、第2期（2018年）
16. ↑  第1シーズン（2016年）、第4シーズン（2023年）
17. ↑  第2期『II』（2018年）、第3期『III』（2018年）、第4期『IV』（2022年）
18. ↑  第1期（2018年）、第2期『Second BEAT!』（2020年）
19. ↑  第1期（2018年）、第2期『2』（2019年）、第3期『3』（2022年）
20. ↑  第3期・最終章『:re』（2018年）
21. ↑  第1期（2018年）、第2期『II』（2024年）
22. ↑  第一期（2018年）、第二期（2018年）、第三期（2020年）
23. ↑  第1期（2018年）、第2期『II』（2019年）
24. ↑  第1期（2018年 - 2019年）、第2期第1部（2021年）、第2期第2部（2021年）、第3期（2024年）
25. ↑  4th Season『黄金の風』（2018年 - 2019年）、5th Season『ストーンオーシャン』第1クール（2022年）、5th Season『ストーンオーシャン』第2クール（2022年）、5th Season『ストーンオーシャン』第3クール（2023年）
26. ↑  第1期（2019年）、第2期（Season2）（2022年）
27. ↑  第1期（2019年）、第2期『ぼくたちは勉強ができない！』（2019年）
28. ↑  第1クール（2019年）、第2クール（2019年）
29. ↑  第1期（2019年）、第2期（2020年）
30. ↑  第1期（2020年）、第2期『ぱーんち！』（2023年）
31. ↑  第1期（2021年）、第2期（2023年）
32. ↑  第1期（2021年）、第2期『2』（2024年）
33. ↑  第一幕（2021年）、第二幕（2024年）
34. ↑  特別編『Double Mix』（2022年）、第2期『All Mix』（2023年）

### ユニットメンバー
1. ↑  明田川慎二郎（柳田淳一）、石川朱美（諏訪彩花）、岩田晋一（手塚ヒロミチ）、岡田愛美（東内マリ子）、小田桐芭那（葉山いくみ）、北村よし子（加隈亜衣）、渋谷昭久（天﨑滉平）、清水亮（木島隆一）、高村香織（久保ユリカ）、栃倉千穂（前川涼子）、錦織拓哉（山下誠一郎）、福島竜二（石谷春貴）、三上聖名子（芳野由奈）、渡辺美沙（三宅麻理恵）
2. ↑  宇野陽子（高橋李依）、相沢基紀（大山鎬則）、明田川慎二郎（柳田淳一）、岩田晋一（手塚ヒロミチ）、清水亮（木島隆一）、鈴木章子（田澤茉純）、栃倉千穂（前川涼子）、錦織拓哉（山下誠一郎）、三上聖名子（芳野由奈）、渡辺美沙（三宅麻理恵）